# Grand Prix São Paula 2023
Grand Prix São Paula 2023 (oficiálně Formula 1 Rolex Grande Prêmio de São Paulo 2023) se jela na okruhu Interlagos v São Paulu v Brazílii dne 5. listopadu 2023. Závod byl dvacátým v pořadí v sezóně 2023 šampionátu Formule 1.

## Kvalifikace
Kvalifikace se uskutečnila 3. listopadu 2023 v 15:00 místního času (UTC−3).
| Poř.                        | Č. | Jezdec           | Konstruktér                  | Časy v kvalifikaci | Časy v kvalifikaci | Časy v kvalifikaci | Pořadí na startu |
| Poř.                        | Č. | Jezdec           | Konstruktér                  | Q1                 | Q2                 | Q3                 | Pořadí na startu |
| --------------------------- | -- | ---------------- | ---------------------------- | ------------------ | ------------------ | ------------------ | ---------------- |
| 1                           | 1  | Max Verstappen   | Red Bull Racing-Honda RBPT   | 1:10.436           | 1:10.162           | 1:10.727           | 1                |
| 2                           | 16 | Charles Leclerc  | Ferrari                      | 1:10.472           | 1:10.303           | 1:11.021           | 2                |
| 3                           | 18 | Lance Stroll     | Aston Martin Aramco-Mercedes | 1:10.551           | 1:10.375           | 1:11.344           | 3                |
| 4                           | 14 | Fernando Alonso  | Aston Martin Aramco-Mercedes | 1:10.557           | 1:10.237           | 1:11.387           | 4                |
| 5                           | 44 | Lewis Hamilton   | Mercedes                     | 1:10.604           | 1:10.266           | 1:11.469           | 5                |
| 6                           | 63 | George Russell   | Mercedes                     | 1:10.340           | 1:10.316           | 1:11.590           | 8                |
| 7                           | 4  | Lando Norris     | McLaren-Mercedes             | 1:10.623           | 1:10.021           | 1:11.987           | 6                |
| 8                           | 55 | Carlos Sainz Jr. | Ferrari                      | 1:10.624           | 1:10.254           | 1:11.989           | 7                |
| 9                           | 11 | Sergio Pérez     | Red Bull Racing-Honda RBPT   | 1:10.668           | 1:10.219           | 1:12.321           | 9                |
| 10                          | 81 | Oscar Piastri    | McLaren-Mercedes             | 1:10.519           | 1:10.330           | Bez času           | 10               |
| 11                          | 27 | Nico Hülkenberg  | Haas-Ferrari                 | 1:10.475           | 1:10.547           |                    | 11               |
| 12                          | 31 | Esteban Ocon     | Alpine-Renault               | 1:10.763           | 1:10.562           |                    | 14               |
| 13                          | 10 | Pierre Gasly     | Alpine-Renault               | 1:10.793           | 1:10.567           |                    | 15               |
| 14                          | 20 | Kevin Magnussen  | Haas-Ferrari                 | 1:10.602           | 1:10.723           |                    | 12               |
| 15                          | 23 | Alexander Albon  | Williams-Mercedes            | 1:10.621           | 1:10.840           |                    | 13               |
| 16                          | 22 | Júki Cunoda      | AlphaTauri-Honda RBPT        | 1:10.837           |                    |                    | 16               |
| 17                          | 3  | Daniel Ricciardo | AlphaTauri-Honda RBPT        | 1:10.843           |                    |                    | 17               |
| 18                          | 77 | Valtteri Bottas  | Alfa Romeo-Ferrari           | 1:10.955           |                    |                    | 18               |
| 19                          | 2  | Logan Sargeant   | Williams-Mercedes            | 1:11.035           |                    |                    | 19               |
| 20                          | 24 | Čou Kuan-jü      | Alfa Romeo-Ferrari           | 1:11.275           |                    |                    | 20               |
| 107 % času vítěze: 1:15.263 |    |                  |                              |                    |                    |                    |                  |
| Zdroj:                      |    |                  |                              |                    |                    |                    |                  |

Poznámky
1. ↑  George Russell obdržel penalizaci 2 míst za zdržování dalších jezdců na výjezdu z pit lane v Q1.
2. ↑  Esteban Ocon obdržel penalizaci 2 míst za zdržování dalších jezdců na výjezdu z pit lane v Q1.
3. ↑  Pierre Gasly obdržel penalizaci 2 míst za zdržování dalších jezdců na výjezdu z pit lane v Q1.

## Sprintový rozstřel
Sprintový rozstřel se uskutečnil 4. listopadu 2023 ve 11:00 místního času (UTC−3).
| Poř.                        | Č. | Jezdec           | Konstruktér                  | Časy v kvalifikaci | Časy v kvalifikaci | Časy v kvalifikaci | Pořadí na startu |
| Poř.                        | Č. | Jezdec           | Konstruktér                  | SQ1                | SQ2                | SQ3                | Pořadí na startu |
| --------------------------- | -- | ---------------- | ---------------------------- | ------------------ | ------------------ | ------------------ | ---------------- |
| 1                           | 4  | Lando Norris     | McLaren-Mercedes             | 1:11.824           | 1:11.221           | 1:10.622           | 1                |
| 2                           | 1  | Max Verstappen   | Red Bull Racing-Honda RBPT   | 1:11.888           | 1:11.262           | 1:10.683           | 2                |
| 3                           | 11 | Sergio Pérez     | Red Bull Racing-Honda RBPT   | 1:12.218           | 1:11.230           | 1:10.756           | 3                |
| 4                           | 63 | George Russell   | Mercedes                     | 1:11.976           | 1:11.516           | 1:10.857           | 4                |
| 5                           | 44 | Lewis Hamilton   | Mercedes                     | 1:11.870           | 1:11.476           | 1:10.940           | 5                |
| 6                           | 22 | Júki Cunoda      | AlphaTauri-Honda RBPT        | 1:12.358           | 1:11.676           | 1:11.019           | 6                |
| 7                           | 16 | Charles Leclerc  | Ferrari                      | 1:12.107           | 1:11.473           | 1:11.077           | 7                |
| 8                           | 3  | Daniel Ricciardo | AlphaTauri-Honda RBPT        | 1:12.175           | 1:11.423           | 1:11.122           | 8                |
| 9                           | 55 | Carlos Sainz Jr. | Ferrari                      | 1:11.796           | 1:11.491           | 1:11.126           | 9                |
| 10                          | 81 | Oscar Piastri    | McLaren-Mercedes             | 1:12.356           | 1:11.648           | 1:11.189           | 10               |
| 11                          | 20 | Kevin Magnussen  | Haas-Ferrari                 | 1:12.058           | 1:11.727           |                    | 11               |
| 12                          | 27 | Nico Hülkenberg  | Haas-Ferrari                 | 1:12.136           | 1:11.752           |                    | 12               |
| 13                          | 10 | Pierre Gasly     | Alpine-Renault               | 1:12.229           | 1:11.822           |                    | 13               |
| 14                          | 77 | Valtteri Bottas  | Alfa Romeo-Ferrari           | 1:12.303           | 1:11.872           |                    | 14               |
| 15                          | 14 | Fernando Alonso  | Aston Martin Aramco-Mercedes | 1:12.224           | Bez času           |                    | 15               |
| 16                          | 31 | Esteban Ocon     | Alpine-Renault               | 1:12.388           |                    |                    | 16               |
| 17                          | 18 | Lance Stroll     | Aston Martin Aramco-Mercedes | 1:12.482           |                    |                    | 17               |
| 18                          | 24 | Čou Kuan-jü      | Alfa Romeo-Ferrari           | 1:12.497           |                    |                    | 18               |
| 19                          | 23 | Alexander Albon  | Williams-Mercedes            | 1:12.525           |                    |                    | 19               |
| 20                          | 2  | Logan Sargeant   | Williams-Mercedes            | 1:12.615           |                    |                    | 20               |
| 107 % času vítěze: 1:16.821 |    |                  |                              |                    |                    |                    |                  |
| Zdroj:                      |    |                  |                              |                    |                    |                    |                  |

## Sprint
Sprint se uskutečnil 4. listopadu 2023 v 15:30 místního času (UTC−3).
| Poř.                                                              | No. | Jezdec           | Konstruktér                  | Počet kol | Čas/Odstoupení | Start | Body |
| ----------------------------------------------------------------- | --- | ---------------- | ---------------------------- | --------- | -------------- | ----- | ---- |
| 1                                                                 | 1   | Max Verstappen   | Red Bull Racing-Honda RBPT   | 24        | 30:07.209      | 2     | 8    |
| 2                                                                 | 4   | Lando Norris     | McLaren-Mercedes             | 24        | +4.287         | 1     | 7    |
| 3                                                                 | 11  | Sergio Pérez     | Red Bull Racing-Honda RBPT   | 24        | +13.617        | 3     | 6    |
| 4                                                                 | 63  | George Russell   | Mercedes                     | 24        | +25.879        | 4     | 5    |
| 5                                                                 | 16  | Charles Leclerc  | Ferrari                      | 24        | +28.560        | 7     | 4    |
| 6                                                                 | 22  | Júki Cunoda      | AlphaTauri-Honda RBPT        | 24        | +29.210        | 6     | 3    |
| 7                                                                 | 44  | Lewis Hamilton   | Mercedes                     | 24        | +34.726        | 5     | 2    |
| 8                                                                 | 55  | Carlos Sainz Jr. | Ferrari                      | 24        | +35.106        | 9     | 1    |
| 9                                                                 | 3   | Daniel Ricciardo | AlphaTauri-Honda RBPT        | 24        | +35.303        | 8     |      |
| 10                                                                | 81  | Oscar Piastri    | McLaren-Mercedes             | 24        | +38.219        | 10    |      |
| 11                                                                | 14  | Fernando Alonso  | Aston Martin Aramco-Mercedes | 24        | +39.061        | 15    |      |
| 12                                                                | 18  | Lance Stroll     | Aston Martin Aramco-Mercedes | 24        | +39.478        | 17    |      |
| 13                                                                | 10  | Pierre Gasly     | Alpine-Renault               | 24        | +40.421        | 13    |      |
| 14                                                                | 31  | Esteban Ocon     | Alpine-Renault               | 24        | +42.848        | 16    |      |
| 15                                                                | 23  | Alexander Albon  | Williams-Mercedes            | 24        | +43.394        | 19    |      |
| 16                                                                | 20  | Kevin Magnussen  | Haas-Ferrari                 | 24        | +56.507        | 11    |      |
| 17                                                                | 24  | Čou Kuan-jü      | Alfa Romeo-Ferrari           | 24        | +58.723        | 18    |      |
| 18                                                                | 27  | Nico Hülkenberg  | Haas-Ferrari                 | 24        | +1:00.330      | 12    |      |
| 19                                                                | 77  | Valtteri Bottas  | Alfa Romeo-Ferrari           | 24        | +1:00.749      | 14    |      |
| 20                                                                | 2   | Logan Sargeant   | Williams-Mercedes            | 24        | +1:00.945      | 20    |      |
| Nejrychlejší kolo: George Russell (Mercedes) – 1:14.422 (2. kolo) |     |                  |                              |           |                |       |      |
| Zdroj:                                                            |     |                  |                              |           |                |       |      |

## Závod
Závod se uskutečnil 5. listopadu 2023 ve 14:00 místního času (UTC−3).
| Poř.                                                                     | No. | Jezdec           | Konstruktér                  | Počet kol | Čas/Odstoupení | Start | Body |
| ------------------------------------------------------------------------ | --- | ---------------- | ---------------------------- | --------- | -------------- | ----- | ---- |
| 1                                                                        | 1   | Max Verstappen   | Red Bull Racing-Honda RBPT   | 71        | 1:56:48.894    | 1     | 25   |
| 2                                                                        | 4   | Lando Norris     | McLaren-Mercedes             | 71        | +8.277         | 6     | 19   |
| 3                                                                        | 14  | Fernando Alonso  | Aston Martin Aramco-Mercedes | 71        | +34.155        | 4     | 15   |
| 4                                                                        | 11  | Sergio Pérez     | Red Bull Racing-Honda RBPT   | 71        | +34.208        | 9     | 12   |
| 5                                                                        | 18  | Lance Stroll     | Aston Martin Aramco-Mercedes | 71        | +40.845        | 3     | 10   |
| 6                                                                        | 55  | Carlos Sainz Jr. | Ferrari                      | 71        | +50.188        | 7     | 8    |
| 7                                                                        | 10  | Pierre Gasly     | Alpine-Renault               | 71        | +56.093        | 15    | 6    |
| 8                                                                        | 44  | Lewis Hamilton   | Mercedes                     | 71        | +1:02.859      | 5     | 4    |
| 9                                                                        | 22  | Júki Cunoda      | AlphaTauri-Honda RBPT        | 71        | +1:09.880      | 16    | 2    |
| 10                                                                       | 31  | Esteban Ocon     | Alpine-Renault               | 70        | +1 kolo        | 14    | 1    |
| 11                                                                       | 2   | Logan Sargeant   | Williams-Mercedes            | 70        | +1 kolo        | 19    |      |
| 12                                                                       | 27  | Nico Hülkenberg  | Haas-Ferrari                 | 70        | +1 kolo        | 11    |      |
| 13                                                                       | 3   | Daniel Ricciardo | AlphaTauri-Honda RBPT        | 70        | +1 kolo        | 17    |      |
| 14                                                                       | 81  | Oscar Piastri    | McLaren-Mercedes             | 69        | +2 kola        | 10    |      |
| Ret                                                                      | 63  | George Russell   | Mercedes                     | 57        | Přehřívání     | 8     |      |
| Ret                                                                      | 77  | Valtteri Bottas  | Alfa Romeo-Ferrari           | 39        | Motor          | 18    |      |
| Ret                                                                      | 24  | Čou Kuan-jü      | Alfa Romeo-Ferrari           | 22        | Motor          | 20    |      |
| Ret                                                                      | 20  | Kevin Magnussen  | Haas-Ferrari                 | 0         | Nehoda         | 12    |      |
| Ret                                                                      | 23  | Alexander Albon  | Williams-Mercedes            | 0         | Nehoda         | 13    |      |
| DNS                                                                      | 16  | Charles Leclerc  | Ferrari                      | 0         | Hydraulika     | –     |      |
| Nejrychlejší kolo: Lando Norris (McLaren-Mercedes) – 1:12.486 (61. kolo) |     |                  |                              |           |                |       |      |
| Zdroj:                                                                   |     |                  |                              |           |                |       |      |

Poznámky
1. ↑  Včetně bodu za nejrychlejší kolo.
2. ↑  Charles Leclerc do závodu neodstartoval z důvodu závady na hydraulice, kvůli které havaroval během zahřívacího kola.

## Průběžné pořadí po závodě
|        | Pořadí | Jezdec          | Body |
| ------ | ------ | --------------- | ---- |
|        | 1      | Max Verstappen* | 524  |
|        | 2      | Sergio Pérez    | 258  |
|        | 3      | Lewis Hamilton  | 226  |
| 1      | 4      | Fernando Alonso | 198  |
| 1      | 5      | Lando Norris    | 195  |
| Zdroj: |        |                 |      |

|        | Pořadí | Konstruktér                  | Body |
| ------ | ------ | ---------------------------- | ---- |
|        | 1      | Red Bull Racing-Honda RBPT*  | 782  |
|        | 2      | Mercedes                     | 382  |
|        | 3      | Ferrari                      | 362  |
|        | 4      | McLaren-Mercedes             | 282  |
|        | 5      | Aston Martin Aramco-Mercedes | 261  |
| Zdroj: |        |                              |      |